# المواهب (ذمار)

تعديل مصدري - تعديل

المواهب هي إحدى قرى عزلة منقذة بمديرية مدينة ذمار التابعة لمحافظة ذمار، بلغ تعداد سكانها 2,468 نسمة حسب تعداد اليمن لعام 2004.